# Bacillus thuringiensis
Bacillus thuringiensis é uma espécie microbiológica da família Bacillaceae. Foi descoberto em 1911 por Ernst Berliner na província de Thuringia, Alemanha. Passou a ser utilizado como inseticida na França em  1938, e nos Estados Unidos da América na década de 1950.
O Bacillus thuringiensis é uma bactéria de solo presente em todos os continentes. É gram-positiva, aeróbica e capaz de esporular para sobreviver a condições ambientais adversas.
Tanto na sua fase vegetativa quanto na esporulação, estas bactérias produzem proteínas que têm efeito inseticida. Destas proteínas, as mais conhecidas são chamadas de proteínas cristal, com a denominação Cry, que são produzidas durante a fase de esporulação. Já foram identificadas diversas proteínas que atuam em diferentes ordens de insetos e até já foram descritas proteínas com potencial de controlar nematóides.
São mais de 50 diferentes famílias descobertas e organizadas por um código numérico. Como exemplo tem a família Cry1, que atua sobre lepidópteros, a Cry3, que atua sobre coleópteros e a Cry4, que atua sobre dípteros, inclusive utilizada no controle biológico de mosquitos vetores de doenças como a dengue.

## Taxonomia e descoberta
B.thurigiensis primeiramente foi descoberta em 1901 pelo biólogo japonês Ishiwatari Shigetane (石渡 繁胤) quando isolou a bactéria que era o agente casual da “sotto disease”. Em 1911 o microbiólogo alemão Ernst Berliner independentemente redescobriu, quando isolou a causa de uma doença em larvas no solo de Turíngia o que gerou o nome Thurigiensis, o que fez com a que a bactéria B. sotto, torna-se em Bacillus Thuringiensis var. sotto
Em 1976, Robert A. Zakharyan reportou a presença de um plasmídeo numa linhagem de B. thuringiensis, e indicou que esse plasmídeo estava relacionado a questão de produção de endósporos e formação de cristais. A B.thuringiensis é bem próxima da B. cereus uma bactéria de solo e da B. anthracis, a causadora da Anthrax (carbúnculo), a única diferença entre as três seria basicamente os seus plasmídeos, todas sendo aeróbicas e capaz de produzir endósporos.

### Subespécies
Apresenta linhagens sendo elas: Bacillus thuringiensis kurstaki (Btk), israelenses (Bti).

## Cultivo do bacillus
Devido a grande importância do Bacillus thuringiensis, representando cerca de 90% da produção de bioinseticidas, muitas informações sobre o seu cultivo são segredos industriais, como a composição do meio, a cepa utilizada.
O cultivo do Bacillus thuringiensis é realizado em biorreatores operando em modo batelada, no qual todo o inóculo e o meio são depositados no reator e não ocorre retiradas significativas do meio fermentado. Cultivos realizados em meio sólido, batelada alimentada e em modo continuo estão sendo estudados, porém não é viável economicamente. 
O cultivo do Bacillus thuringiensis segue as seguintes etapas: pré inoculo, pré fermentados e fermentador final;
Pré inóculo: O pré inóculo tem como função ativar as células e diminuir a fase de adaptação do Bacillus thuringiensis.
Pré fermentador: O pré fermentador normalmente apresenta os mesmos componentes do meio utilizado no fermentador final, mas em uma proporção de 1/5 de volume.
Fermentador final: etapa onde o reator vai estar na sua capacidade máxima.
A utilização de volumes crescentes no cultivo tem o objetivo de diminuir a fase lag do microrganismo.

## Mecanismo de ação inseticida
Após esporulação a B.t forma cristais inseticidas S-endotoxinas (chamados de proteínas Cry) que são codificados pelo gene cry. Em muitas linhagens de Bacillus thurigiensis, os genes cry são encontrados no plasmídeo (cry não é um gene cromossômico.
As toxinas cry tem uma atividade especifica contra algumas espécies de insetos da ordem Lepidoptera (traças e borboletas), Diptera (moscas e mosquitos) Coleoptera (besouros), Hymenoptera (vespas, abelhas, formigas e moscas) e nematodes, portanto, a bactéria serve como um importante reservatório de toxinas Cry para produção de bioinseticidas e também comida resistente a pragas. Quando os insetos ingerem os cristais, o seu sistema digestivo alcalino desnatura os cristais insolúveis, fazendo eles solúveis portanto receptivo a ser cortado por proteases encontradas no inseto, o que libera a toxina em forma de cristal. A toxina Cry é inserida na membrana intestinal do inseto, paralisando o seu trato digestivo e formando um poro, então o inseto não consegue comer e morre de fome. Da mesma forma que a bactéria pode colonizar o inseto fazendo assim sua morte acelerar.
Em 1996 foi descoberto uma nova classe de proteínas inseticidas dentro da Bacillus thurigiensis as proteínas vegetativas inseticidas (VIP) apesar de apresentar ação igual não esta ligada a Cry e não competem por receptores e algumas matam insetos diferentes que as Cry.

## Uso de genes Bt na engenharia genética de plantas para controle de peste
A primeira companhia a realizar tal processo foi a Plant Genetic Systems (agora parte da Bayer) que aconteceu em 1985 entregando assim uma planta geneticamente modificada o tabaco, que apresentava tolerância a insetos devido a expressão de genes cry da B. thurigiensis, o que resultou a planta expressar delta endotoxinas, o tabaco Bt nunc foi comercializado, pois o tabaco é utilizado para testar modificações genéticas visto que é fácil de manipular geneticamente e não é parte de alimentos que são consumidos em forma de comida.

### Aplicação
Em 1995, batatas produzindo a toxina CRY 3A foi aprovado pela Agencia de Proteção Ambiental (Environmental Protection Agency) sendo assim a primeira modificação humana em plantas produtoras de pesticidas a ser aprovada nos EUA. Apesar de muitas plantas produzirem pesticidas naturalmente, incluindo o tabaco, café, cacau e noz preta. Essa era a batata “New Leaf” (Nova Folha) porem foi retirada do mercado em 2001 devida a falta de interesse. 
Em 1996, um milho geneticamente modificado que produzia a proteína Cry foi aprovado, o que matou pestes que atacavam os milhos na Europa.
Os genes geneticamente modificados que foram aprovados em ordem de lançamento são: Cry1A.105, CrylAb, CryIF, Cry2Ab, Cry3Bb1, Cry34Ab1, Cry35Ab1, mCry3A, e as VIP’s.
O primeiro milho a ser geneticamente modificado para produzir VIP foi aprovado em 2010 nos Estados Unidos.
Na índia em 2014 mais de 7 milhões de produtores de algodão, ocupando mais de 26 milhões de acres, adotaram a Bt cotton.
Já no Brasil a Monsanto, apresentou a soja que expressava Cry1Ac e o gene de resistência a glifosato, a qual recebeu permissão com bases nas leis brasileiras em 2010.
Hoje no Brasil já encontramos alimentos que foram modificados com a ajuda da Bacillus thurigiensis  o grande exemplo que pode ser mostrado é o da Elma Chips, na qual já apresenta na sua descrição do produtos alimentos que são modificados.

### Risco toxicológico e alérgico
Foi testado em camundongos de laboratório no Estados Unidos pela Agencia de Proteção Ambiental (Environmental Protection Agency) onde foram expostos a uma dose de 5,000mg/kg por do seu peso, e não apresentou nenhum efeito adverso. As pesquisas indicam que outras toxinas já conhecidas acontecem em uma dosagem menor, o que estaria levando a comprovar que as toxinas Bt não são toxinas a mamíferos.
Como também é uma questão muito importante a probabilidade de causar alergias em humanos foi constatado que as toxinas Bt são digeridas em minutos logo ao entrar em contato com o suco gástrico humano, pois as toxinas apresentam instabilidade em contato com fluidos digestivos, visto que comidas alérgicas apresentam resistência a degradação.
Mas antes de qualquer produto passar a ser comercializado ele precisa constatar que não contem beta-exotoxina no qual o nome comum seria thuringiensin, pois devido a um documento da Organização para a Cooperação e Desenvolvimento Econômico 
(OECD) que constata  que beta-exotoxinas são conhecidas por serem tóxicas para os seres humanos e quase todas as outras formas de vida e sua presença é proibida em produtos provenientes de  B.thuringiensis.